# Prigione di Hoa Lo

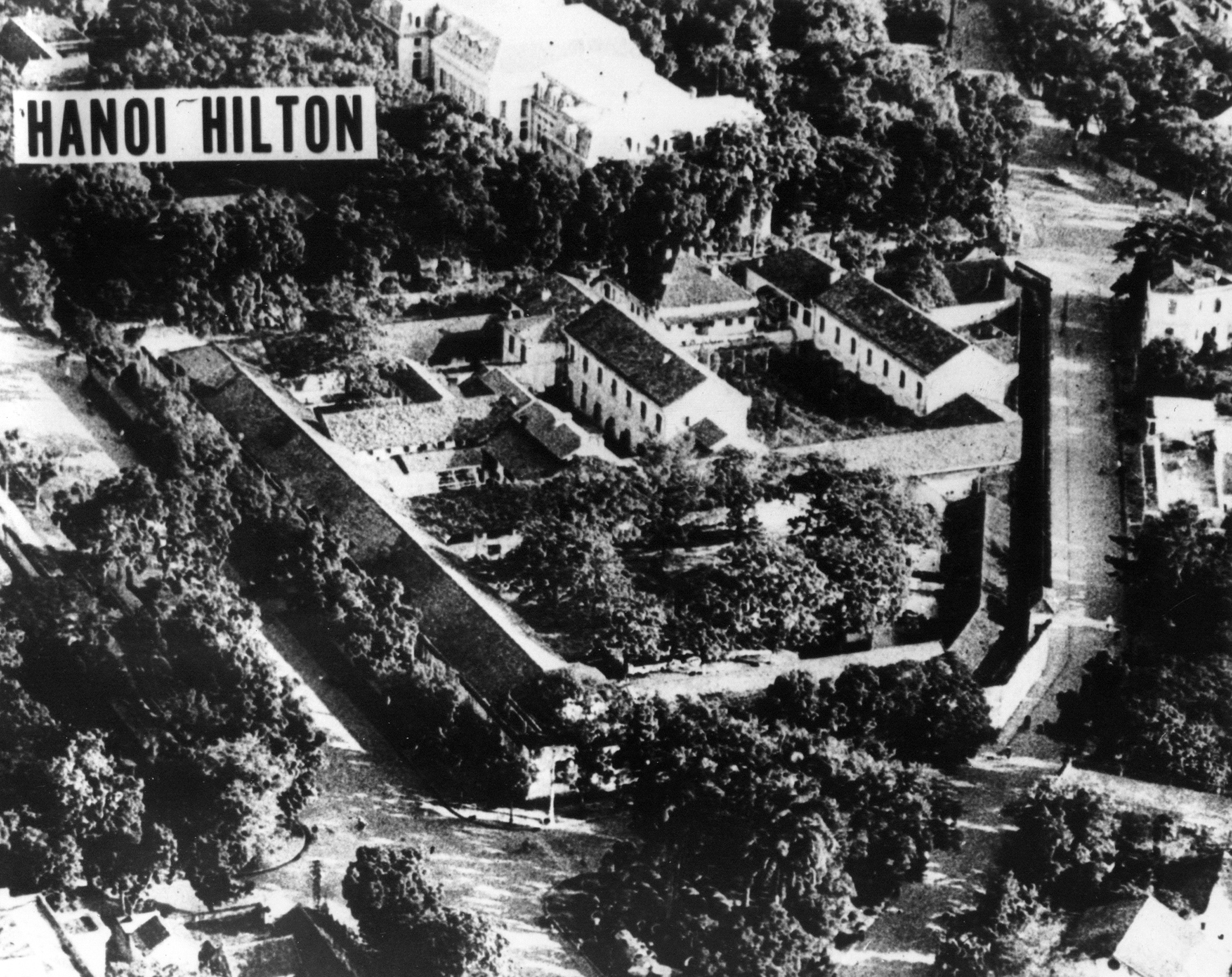
Veduta della prigione di Hoa Lo nel 1970

La prigione di Hoa Lo era un carcere situato ad Hanoi.

## Storia
Usato dapprima dai coloni francesi in Vietnam per detenere prigionieri politici, in seguito dal Vietnam del Nord per incarcerare i prigionieri di guerra durante la guerra del Vietnam. I prigionieri americani soprannominavano sarcasticamente la prigione come Hanoi Hilton. Il carcere è stato in seguito demolito nel corso degli anni novanta. La portineria è tutt'oggi integra e allestita come museo.

## Prigionieri famosi
- John McCain
- James Stockdale